# 雅努斯一世
雅努斯一世（波蘭語：Janusz I Starszy，約1350年—1429年12月8日），華沙公爵，謝莫維特三世的長子，1374年至1429年在位。

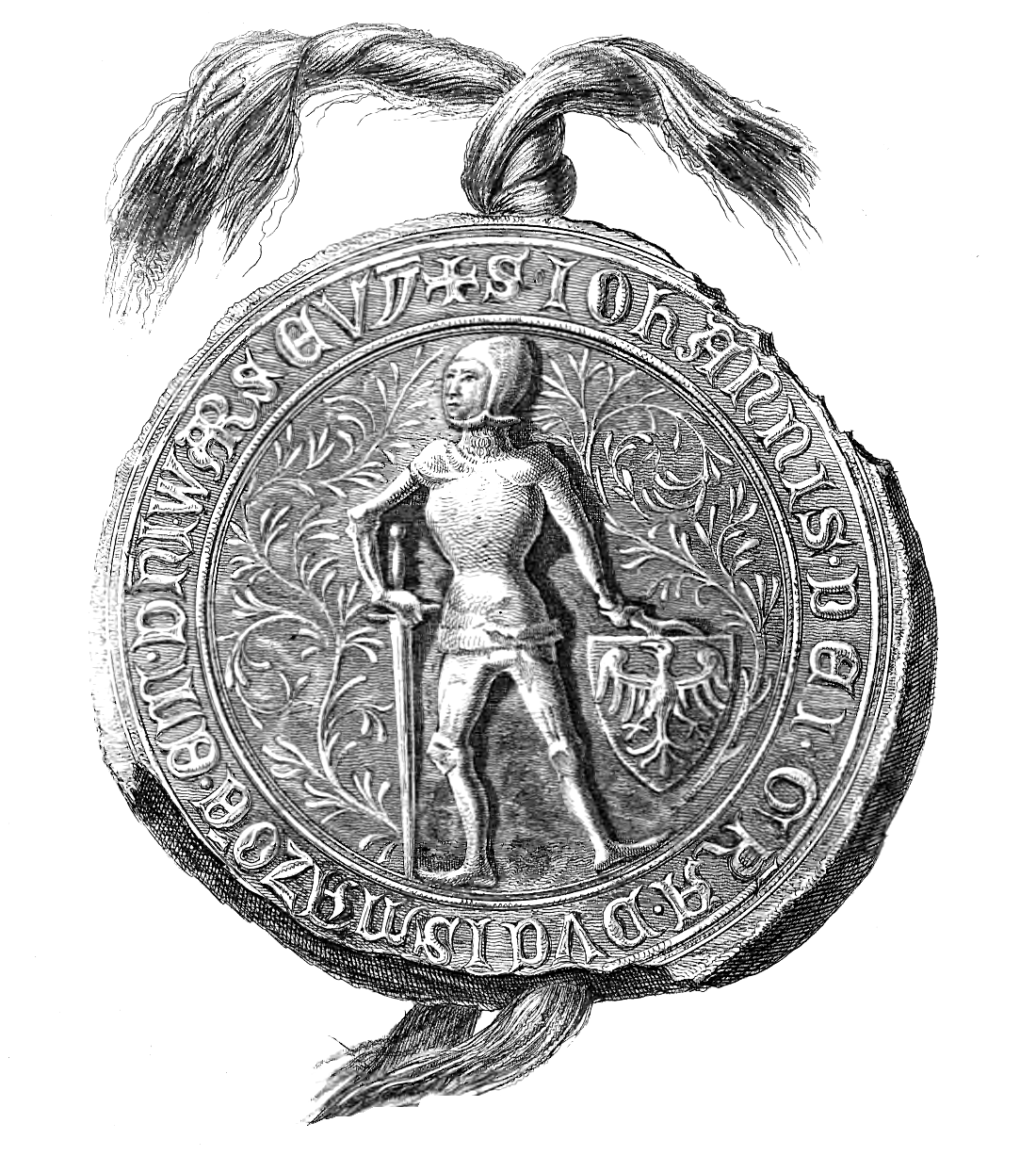

## 家庭
1372年左右，雅努斯一世與立陶宛大公科斯圖提斯的女兒達努特結婚，兩人共有3子1女：
1. 奧爾加（約1375年—1401年）
2. 雅努斯（約1378年—1422年）
3. 波列斯瓦夫（1385/86年—1424年）
4. 康拉德（約1400年—1412/13年），早逝